# زمان در فلسطین
|  | یوتی‌سی ۲:۰۰+              | ساعت رسمی مصر                                                                        |
|  | یوتی‌سی ۲:۰۰+ یوتی‌سی ۳:۰۰+ | زمان اروپای شرقی / زمان استاندارد اسرائیل / زمان در فلسطین ساعت تابستانی اروپای شرقی |
|  | یوتی‌سی ۳:۰۰+              | یوتی‌سی ۳:۰۰+ / زمان در ترکیه                                                         |
|  | یوتی‌سی ۳:۳۰+              | ساعت رسمی ایران                                                                      |
|  | یوتی‌سی ۴:۰۰+              | یوتی‌سی ۴:۰۰+                                                                         |

منطقه زمانی در فلسطین عبارتند از: ساعت استاندارد فلسطین (PSST) (به عربی: توقیت فلسطین القیاسی) (UTC+02:00) و زمان تابستانی فلسطین (PSDT) (به عربی: توقیت فلسطین الصیفی) (UTC+03:00). فلسطین برای اولین بار در سال ۱۹۴۰ میلادی ساعت تابستانی را اضافه کرد. فلسطین به مدت ۶۲ سال بین سال‌های ۱۹۴۰ تا ۲۰۲۴، زمان تابستانی داشته است. دولت فلسطین تاریخ شروع و پایان زمان تابستان را اعلام می‌کند. در سال ۲۰۲۰، آنها پایان زمان تابستانی را در ۱۹ اکتبر، تنها ۵ روز قبل از تغییر اعلام کردند.

## شهرک‌های کرانه باختری
زمان در شهرک‌های اسرائیلی در کرانه باختری مطابق با زمان استاندارد اسرائیل است، که در تاریخی متفاوت از زمان تعویض فلسطین به زمان تابستانی فلسطین به ساعت تابستانی اسرائیل تغییر می‌کند. این یک تفاوت یک ساعته برای چند روز برای گروه‌های مختلف مردمی که در یک منطقه جغرافیایی زندگی می‌کنند ایجاد می‌کند.